# Austin Powers in Goldmember (trilha sonora)
| Críticas profissionais | Críticas profissionais |
| Avaliações da crítica  | Avaliações da crítica  |
| Fonte                  | Avaliação              |
| ---------------------- | ---------------------- |
| Allmusic               | [ 1 ]                  |

Austin Powers in Goldmember é um álbum contendo a trilha sonora do filme homônimo da New Line Cinema "Austin Powers in Goldmember" de 2002.
O álbum foi lançado nos Estados Unidos pela Maverik Record no dia 16 de julho de 2002. O álbum teve um bom desempenho, chagando ao primeiro lugar na parada americana "Top Soundtracks".

## Faixas
1. "Work It Out" – Beyoncé
2. "Miss You" (Dr. Dre Remix 2002) – The Rolling Stones
3. "Boys" (Co-Ed Remix) – Britney Spears (feat. Pharrell)
4. "Groove Me" – Angie Stone
5. "Shining Star" – Earth, Wind & Fire
6. "Hey Goldmember" – Beyoncé (feat. Devin and Solange Knowles)
7. "Ain't No Mystery" – Smash Mouth
8. "Evil Woman" – Soul Hooligan (feat. Diana King)
9. "1975" - Paul Oakenfold
10. "Hard Knock Life (Ghetto Anthem)" (Dr. Evil Remix) – Dr. Evil
11. "Daddy Wasn't There" – Ming Tea (feat. Austin Powers)
12. "Alfie (What's It All About, Austin?)" – Susanna Hoffs
13. "Soul Bossa Nova" - Quincy Jones

## Prêmios
| Ano  | Prêmio            | Nomeação      | Categoria          | Resultado |
| ---- | ----------------- | ------------- | ------------------ | --------- |
| 2002 | Satellite Awards  | "Work It Out" | Best Original Song | Indicado  |
| 2003 | Black Reel Awards | "Work It Out" | Best Song          | Indicado  |

## Desempenho

### Singles
| Ano  | Nome          | Melhores posições | Melhores posições | Melhores posições | Melhores posições | Melhores posições | Melhores posições | Melhores posições | Melhores posições | Melhores posições | Melhores posições | Certificações             |
| Ano  | Nome          | EUA R&B           | EUA Dance         | ALE               | AUS               | HOL               | IRL               | NOR               | NZL               | SUI               | UK                | Certificações             |
| ---- | ------------- | ----------------- | ----------------- | ----------------- | ----------------- | ----------------- | ----------------- | ----------------- | ----------------- | ----------------- | ----------------- | ------------------------- |
| 2002 | "Work It Out" | 104               | 11                | 75                | 21                | 17                | 12                | 3                 | 36                | 48                | 7                 | - AUS – Ouro - NOR – Ouro |

### Álbum
| Tabela musical (2002)               | Melhor posição |
| ----------------------------------- | -------------- |
| Estados Unidos - Billboard 200      | 27             |
| Estados Unidos - R&B/Hip-Hop Albums | 46             |
| Estados Unidos - Top Soundtracks    | 1              |

### Precessão e sucessão
| Gráficos de sucessão                                       | Gráficos de sucessão                                                                      | Gráficos de sucessão                   |
| ---------------------------------------------------------- | ----------------------------------------------------------------------------------------- | -------------------------------------- |
| Precedido por "Disney's Lilo & Stitch" por Vários Artistas | Primeira posição no Billboard Top Soundtracks 17 de agosto de 2002 — 23 de agosto de 2002 | Sucedido por "xXx" por Vários Artistas |